# Arrasunionen
 Denne artikel bør gennemlæses af en person med fagkendskab for at sikre den faglige korrekthed.

Arrasunionen  (Unionen i Arras, Unionen i Atrecht; nederlandsk: "Unie van Atrecht") var en unionsoverenskomst mellem De Sydlige Nederlande: grevskabet Hainaut, Artois, Lille, Douai og Orchies som blev underskrevet 6. januar 1579. I denne overenskomst erklærede de loyalitet over for den spanske konge Filip II og Don Juan de Austria som var hans stedfortræder. I dag ligger Artois i Frankrig, Lille delvis i Frankrig; Hainaut ligger i Belgien og i de franske departementer Oise og Nord.
Andre regioner, som var for unionen, men som ikke underskrev aftalen, var grevskabet Namur og hertugdømmerne Luxembourg og Limburg. Dette sidste har intet at gøre med dagens belgiske provins, og en begrænset tilknytning til den nederlandske provins. I 16. århundrede lå belgisk Limburg under Fyrstbispedømmet Liége, mens det historiske område Limburg kun var en mindre del af dagens nederlandske Limburg.
Hertugen af Parma, Alexander Farnese, begyndte sin kamp mod separatisterne (medlemmer af Utrecht Unionen "Unie van Utrecht") i dette område. I Vallonien lå desuden også to calvinistiske "enklaver", Tournai og Valenciennes, som måtte overvindes inden området kunne lægges helt under spansk kontrol.
I aftalen var følgende punkter nedfældet:
- Ingen udenlandske tropper skulle have garnisoner i området.
- Statsrådet skulle sættes op på samme måde som på Karl Vs tid.
- To tredjedele af statsrådets medlemmer skulle bestå af repræsentanter fra alle medlemsstaterne.
- Alle privilegier, som områderne havde før firsårskrigens begyndelse, skulle genindføres.
- Katolicismen var den eneste religion. Enhver anden religion (for eksempel calvinismen) skulle afskaffes.

Det sidste punkt gjorde det umuligt for de nordlige Nederlande at undertegne overenskomsten. Disse områder var først og fremmest under indflydelse af protestantismen (calvinisme), og deres modreaktion var at indgå Utrechtunionen 23. januar 1579.